# 上杉柊平
上杉 柊平（うえすぎ しゅうへい、1992年5月18日 - ）は、日本の俳優。東京都出身。研音所属。

## 略歴
東京都世田谷区生まれで幼い頃に横浜に移り住む。小・中学は町田方面にあるエスカレーター式の学校に通い、3年間オーストラリアに留学
。Wollongong High School of The Performing Arts高校卒業、青山学院大学中退。
留学から帰国したのち、バイト感覚でモデル活動を始め、やがて俳優を目指すようになる。東京を拠点とするヒップホップクルーのKANDYTOWNにもHOLLY Qとして所属し、MCとしても音楽活動を行っている。
2015年7月期TBS・火曜ドラマ『ホテルコンシェルジュ』で俳優デビュー。
2016年上半期NHK・連続テレビ小説『とと姉ちゃん』でNHK朝ドラ初出演。同年『シマウマ』で映画初出演。
2018年8月20日、『Deja-Vu』で自身初となる写真集を発売。同年11月から12月まで公演『三島 × MISHIMA 「豊饒の海」』で舞台初出演。
2020年9月13日、第59作『麒麟がくる』に一色藤長役で出演し、NHK大河ドラマ初出演。
2022年8月5日、WOWOWオリジナルドラマ『ワンナイト・モーニング』の第1話で主演を務め、テレビドラマ初主演。
2023年7月期TBS・火曜ドラマ『18/40〜ふたりなら夢も恋も〜』で深田恭子演じる成瀬瞳子と恋に落ちる加瀬息吹役を演じ話題を集めて以降6クール連続で連続ドラマにレギュラー出演。（2023年10月期毎日放送・ドラマシャワー『ワンルームエンジェル』、2023年10月期テレビ東京・ドラマ8『ハイエナ』第5話～最終話→2024年1月期日本テレビ・水曜ドラマ『となりのナースエイド』→2024年4月期朝日放送テレビ / テレビ朝日・日曜ドラマ『ミス・ターゲット』→2024年7月期日本テレビ・土ドラ10『マル秘の密子さん』）『ワンルームエンジェル』では連続ドラマ初主演を果たした。

## 出演

### テレビドラマ
- ホテルコンシェルジュ（2015年7月7日 - 9月22日、TBS） - 二階堂塁 役[10]
- オンナミチ（2015年8月4日 - 9月22日、NHK BSプレミアム） - 北方治 役
- 偽装の夫婦 第3話（2015年10月21日、日本テレビ）
- 連続テレビ小説 とと姉ちゃん（2016年4月4日 - 10月1日、NHK） - 南大昭 役
- HiGH&LOW〜THE STORY OF S.W.O.R.D.〜 Season2 第1話（2016年4月23日、日本テレビ）
- お迎えデス。 第3話（2016年5月7日、日本テレビ）
- 砂の塔〜知りすぎた隣人（2016年10月14日 - 12月16日、TBS） - 津久井琢己 役
- ダメ父ちゃん、ヒーローになる! 崖っぷち!人情広告マン奮闘記（2016年12月29日、テレビ東京） - 西脇勝也 役[11]
- 破獄（2017年4月12日、テレビ東京） - 香取豊吉 役
- 犯罪症候群 Season1 第4話・第5話（2017年4月29日・5月6日、東海テレビ / フジテレビ） - 小沼豊 役
- ウツボカズラの夢（2017年8月5日 - 9月30日、東海テレビ、フジテレビ） - 鹿島田隆平 役
- ドクターX〜外科医・大門未知子〜（2017年10月12日 - 12月14日、テレビ朝日） - 黒川慎司 役
- ハケンのキャバ嬢・彩華（2017年10月16日 - 12月18日、朝日放送[注 1]） - 志田亮介 役[12]
- 巨悪は眠らせない 特捜検事の標的（2017年10月4日、テレビ東京） - 片岡司郎 役
- 未解決の女 警視庁文書捜査官 第4話（2018年5月10日、テレビ朝日） - 藤田颯太 役
- 正義のセ 第6話（2018年5月16日、日本テレビ） - 小林拓也 役
- 幸色のワンルーム（2018年7月8日 - 9月23日、朝日放送テレビ） - お兄さん 役[13][14]
- ヒモメン 第6話（2018年9月1日、テレビ朝日） - 秘書 役
- コールドケース2 〜真実の扉〜 第1話（2018年10月13日、WOWOW） - 西永保（青年期） 役
- トレース〜科捜研の男〜 第10話（2019年3月11日、フジテレビ） - 原田恭一 役
- チート〜詐欺師の皆さん、ご注意ください〜（2019年10月3日 - 12月5日、読売テレビ制作・日本テレビ） - 根岸俊 役[15]
- グランメゾン東京 最終話（2019年12月29日、TBS） - 武野浩介 役
- 絶対零度〜未然犯罪潜入捜査〜（2020年1月6日 - 3月16日、フジテレビ） - 北見俊哉 役
- 大河ドラマ 麒麟がくる（2020年9月13日 - 、NHK） - 一色藤長 役
- 24 JAPAN 第1話 - 第19話（2020年10月9日 - 2021年2月19日、テレビ朝日） - 長谷部研矢 役[16]
- 神様のカルテ（2021年2月15日 - 3月8日、テレビ東京） - 砂山次郎 役[17]
- 天国と地獄〜サイコな2人〜 第6話・第7話（2021年2月21日・28日、TBS） - 若い男 役
- ワンナイト・モーニング 第1話「梅干しのおにぎり」（2022年8月5日、WOWOW）- 主演・村田涼太 役（芋生悠とW主演）[3]
- 世にも奇妙な物語'22 秋の特別編「元カレと三角関係」（2022年11月12日、フジテレビ） - アキラ 役[18]
- 18/40〜ふたりなら夢も恋も〜（2023年7月11日 - 9月12日、TBS） - 加瀬息吹 役[4]
- ワンルームエンジェル（2023年10月20日 - 11月24日、毎日放送） - 主演・幸紀 役（西村拓哉とダブル主演）[5]
- ハイエナ 第5話 - 最終話（2023年11月17日 - 12月8日、テレビ東京） - 岸田一真 役[6]
- となりのナースエイド 第3話 - 最終話（2024年1月24日 - 3月13日、日本テレビ） - 橘信也 役[7][19]
  - となりのナースエイドSP2025（2025年1月11日、日本テレビ）[20]
- ミス・ターゲット（2024年4月21日 - 6月16日、朝日放送テレビ・テレビ朝日） - 村松宗春 役[8]
- マル秘の密子さん（2024年7月13日 - 9月28日、日本テレビ） - 九条遥人 役[9]
- プライベートバンカー（2025年1月9日 - 3月6日、テレビ朝日） - 御子柴修 役[21]

### 映画
- シマウマ（2016年） - 柿島昇 役
- Life is…（2016年） - マイク 役[22]
- にがくてあまい （2016年）- カイト 役
- A.I.love you（2016年） - 相田直斗 役[23]
- 一週間フレンズ。（2017年） - 九条一 役[24]
- リバーズ・エッジ（2018年） - 観音崎 役
- サヨナラまでの30分（2020年） - 重田幸輝 役[25]
- アンダードッグ（2020年） - 田淵玄 役[26]
- モエカレはオレンジ色（2022年） - 風間慎一郎 役[27]
- シン・仮面ライダー（2023年） - 背広の男 役[28]
- 夜が明けたら、いちばんに君に会いにいく（2023年） - 岡崎 役[29]
- ディア・ファミリー（2024年） - 佐々木肇 役[30]
- 八犬伝（2024年） - 犬山道節 役[31]
- WIND BREAKER / ウィンドブレイカー（2025年公開予定） - 梅宮一 役[32]

### 舞台
- 三島 × MISHIMA 「豊饒の海」（2018年11月3日 - 5日（プレビュー公演）・11月7日 - 12月12日（本公演）、東京・紀伊國屋サザンシアター TAKASHIMAYA／12月8日・9日、大阪・森ノ宮ピロティホール） - 安永透 役

### WEBドラマ
- ハケンのキャバ嬢・彩華（2017年10月9日 - 12月11日、AbemaTV[注 1]） - 志田亮介 役
- &美少女 NEXT GIRL meets Tokyo 第12話（2017年6月28日、FOD）- 逢沢孝平 役
- Followers（2020年2月27日、Netflix）- 野間ヒラク 役
- あなたに聴かせたい歌があるんだ（2022年5月20日、Hulu） - 中澤悠斗 役[33]
- 悪魔はそこに居る（2023年2月9日、Paravi） - 伊崎紘 役[34]
- 幽☆遊☆白書（2023年12月14日、Netflix） - 桑原和真 役[35][36]
- 七夕の国（2024年7月4日 - 、ディズニープラススター） - 東丸高志 役[37]
- 御子柴修の超!プライベートなバンカー（2025年1月30日 - 、TELASA） - 主演・御子柴修 役[38]

### CM
- ウィゴー（2015年6月 - 7月）
- ジャックス 企業ショートムービー（2016年3月 - 6月）
- ユニリーバ・ジャパン Axe（2024年7月 - ）[39]

### PV
- SPYAIR 「Be with」（2017年）
- 竹内まりや 「プラスティック・ラヴ」 （2019年）
- indigo la End 「チューリップ」（2020年）

## 書籍

### 写真集
- Deja-Vu（2018年8月20日、東京ニュース通信社）ISBN 978-4863368002